# George A. Romero
George Andrew Romero, född 4 februari 1940 i New York, USA, död 16 juli 2017 i Toronto, Kanada, var en amerikansk-kanadensisk filmregissör, manusförfattare och skådespelare. 
Han var en mästare och förebild för många inom zombiegenren, tack vare sina stilbildande Living Dead-filmer. Han gjorde mest reklamfilm före sitt genombrott med Night of the Living Dead (1968).
Han är också med i Call of the Dead i Call of Duty: Black Ops.
Han gick bort i sviterna av lungcancer.

## Filmografi (urval)
- 2009 – Survival of the Dead
- 2007 – Diary of the Dead
- 2005 – Land of the Dead
- 2004 – Dawn of the Dead
- 2000 – Bruiser
- 1999 – Scream! (Musikvideo för The Misfits)
- 1990 – Night of the Living Dead (producent)
- 1987 – Creepshow 2
- 1985 – Day of the Dead
- 1982 – Creepshow
- 1981 – MC-riddarna
- 1978 – Dawn of the Dead
- 1977 – Martin
- 1973 – Season of the Witch
- 1973 – The Crazies
- 1968 – Night of the Living Dead (1968)